# 9271 Trimble
9271 Trimble este o planetă minoră (asteroid), cu un diametru de 12,674 km, din centura de asteroizi. A fost descoperită pe 7 noiembrie 1978 la Observatorul Palomar de Eleanor F. Helin și a fost numită după Virginia Trimble. 
Obiectul prezintă o orbită caracterizată de o semiaxă mare de 3,000352 UAi, o excentricitate de 0,02, o înclinație de 4,78638 ° în raport cu ecliptica.